# Amerikaanse spitsmuismol
De Amerikaanse spitsmuismol (Neurotrichus gibbsii)  is een zoogdier uit de familie van de mollen (Talpidae). De wetenschappelijke naam van de soort werd voor het eerst geldig gepubliceerd door Baird in 1858.

## Voorkomen
De soort komt voor in Canada en de Verenigde Staten.